# 静龙郡
静龙郡，中国南北朝时设置的郡。
北周时改阴平郡置，治所在阴平县（西魏改名龙安县，今四川省江油市东北）。辖境相当今四川省江油市一带。隋朝开皇初年废。